# Torneo de Tokio 2022
El Rakuten Japan Open Tennis Championships 2022 fue un torneo de tenis perteneciente al ATP Tour 2022 en la categoría ATP Tour 500. El torneo tuvo lugar en la ciudad de Tokio (Japón) desde el 3 hasta el 9 de octubre de 2022 sobre canchas duras.

## Distribución de puntos
| Modalidad            | Campeón | Finalista | Semifinales | Cuartos de final | 2.ª ronda | 1.ª ronda | Clasificados | 2.ª ronda de clasificación | 1.ª ronda de clasificación |
| Individual masculino | 500     | 330       | 200         | 100              | 50        | 0         | 25           | 13                         | 0                          |
| Dobles masculino     | 500     | 300       | 180         | 90               | –         | –         | 45           | 25                         | 0                          |

## Cabezas de serie

### Individuales masculino
| Tenista          | Ranking | Preclasificado |
| Casper Ruud      | 2       | 1              |
| Cameron Norrie   | 8       | 2              |
| Taylor Fritz     | 12      | 3              |
| Frances Tiafoe   | 19      | 4              |
| Nick Kyrgios     | 20      | 5              |
| Álex de Miñaur   | 22      | 6              |
| Denis Shapovalov | 24      | 7              |
| Daniel Evans     | 25      | 8              |
| Borna Ćorić      | 26      | 9              |

- Ranking del 26 de septiembre de 2022.[2]

### Dobles masculino
| Tenista                           | Ranking | Preclasificados |
| Thanasi Kokkinakis Nick Kyrgios   | 34      | 1               |
| Matthew Ebden Max Purcell         | 69      | 2               |
| Rafael Matos David Vega Hernández | 74      | 3               |
| Daniel Evans John Peers           | 108     | 4               |

## Campeones

### Individual masculino
Taylor Fritz venció a  Frances Tiafoe por 7-6(7-3), 7-6(7-2)

### Dobles masculino
Mackenzie McDonald /  Marcelo Melo vencieron a  Rafael Matos /  David Vega Hernández por 6-4, 3-6, [10-4]